# 500 Fifth Avenue
500 Fifth Avenue este o clădire de birouri cu 60 de etaje și cu o înălțime de 216 m construită între anii 1929 și 1931, proiectată de Shreve, Lamb & Harmon în stilul Art Deco, ce se află în New York City.